# مرد تاریکی ۲: بازگشت دورانت
مرد تاریکی ۲: بازگشت دورانت (انگلیسی: Darkman II: The Return of Durant) فیلمی در ژانر علمی–تخیلی، ابرقهرمانی، ترسناک، و اکشن است که در سال ۱۹۹۵ منتشر شد. از بازیگران آن می‌توان به لری دریک، آرنولد وسلو، کیم دلنی، و رنی اوکانر اشاره کرد.

## خلاصه داستان
«مرد تاریکی» و «دورانت» بازگشته‌اند و مانند همیشه از هم متنفر هستند. این بار «دورانت» نقشه دارد تا به وسیله سلاحی پیشرفته معاملات مواد مخدر شهر را در دست بگیرد. «مرد تاریکی» مجبور است وارد میدان شود و او را برای همیشه متوقف کند…